# Albert Galiton Watkins

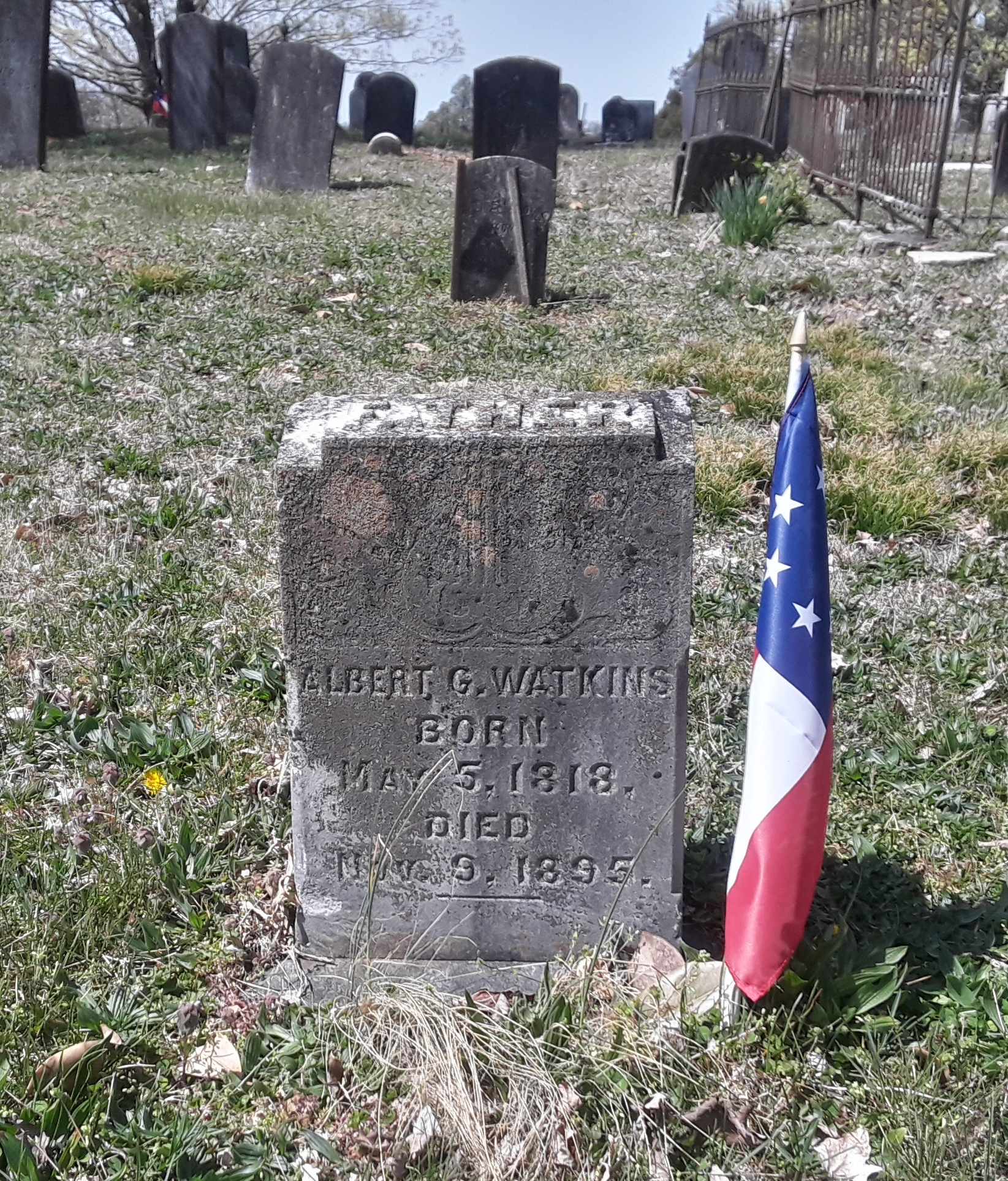
Grabstein von Albert Galiton Watkins

Albert Galiton Watkins (* 5. Mai 1818 bei Jefferson City, Jefferson County, Tennessee; † 9. November 1895 in Mooresburg, Tennessee) war ein US-amerikanischer Politiker. Zwischen 1849 und 1859 vertrat er zwei Mal den Bundesstaat Tennessee im US-Repräsentantenhaus.

## Werdegang
Albert Watkins besuchte das Holston College. Nach einem anschließenden Jurastudium und seiner Zulassung als Rechtsanwalt begann er ab 1839 in Panther Springs in seinem neuen Beruf zu arbeiten. Politisch schloss er sich der Whig Party an. Im Jahr 1845 wurde er in das Repräsentantenhaus von Tennessee gewählt. Bei den Kongresswahlen des Jahres 1848 wurde Watkins im zweiten Wahlbezirk von Tennessee in das US-Repräsentantenhaus in Washington, D.C. gewählt, wo er am 4. März 1849 die Nachfolge von William Michael Cocke antrat. Nach einer Wiederwahl im Jahr 1850 konnte er bis zum 3. März 1853 zunächst zwei Legislaturperioden im Kongress absolvieren. Im Jahr 1852 unterlag er dem Demokraten William Montgomery Churchwell.
Nach seinem vorläufigen Ausscheiden aus dem US-Repräsentantenhaus trat Watkins zur Demokratischen Partei über. Bei den Wahlen des Jahres 1854 wurde er als deren Kandidat im ersten Distrikt seines Staates erneut in den Kongress gewählt, wo er am 4. März 1855 Nathaniel Green Taylor ablöste. Nach einer Wiederwahl im Jahr 1856 konnte er bis zum 3. März 1859 zwei weitere Legislaturperioden im Repräsentantenhaus verbringen. Diese waren von den Ereignissen und Diskussionen im Vorfeld des Bürgerkrieges bestimmt. Im Jahr 1858 verzichtete Watkins auf eine weitere Kandidatur.
Nach seinem endgültigen Ausscheiden aus dem Kongress zog sich Watkins aus der Politik zurück und wurde Geistlicher. Er starb am 9. November 1895 in Mooresburg und wurde in seinem Geburtsort Jefferson City beigesetzt.